# Голобородько, Сергей Анатольевич
Сергей Анатольевич Голобородько (5 февраля 1957, Потсдам, ФРГ) — советский и украинский хирург, специализирующийся в области хирургии кисти, кандидат медицинских наук, доцент, врач высшей категории.

## Биография
Родился 5 февраля 1957 года в городе Потсдам, ФРГ.
В 1974 году окончил среднюю школу № 9 в городе Кутаиси (Грузия).
В 1980 году с отличием окончил Харьковский медицинский институт.
C 1980 по 1988 год — младший научный сотрудник Харьковского научно-исследовательского института ортопедии и травматологии им. М.И.Ситенко. В 1987 году защитил диссертацию на соискание ученой степени кандидата медицинских наук на тему: «Хирургическое лечение посттравматических деформаций кисти при нарушении иннервации ее собственных мышц» под научным руководством доктора медицинских наук Михаила Владимировича Андрусона.
С 1988 по 1990 год — старший научный сотрудник ХНИИОТ им. М. И. Ситенко. С 1990 по 2005 год — ассистент кафедры травматологии и вертебрологии Харьковской медицинской Академии последипломного образования. C 1988 по 1990 год — научный руководитель отделения хирургии кисти 3-й городской больницы г. Харьков.
В 1993 и 1995 годах получил образовательный грант с обучением в Hand Rehabilitation Center (Филадельфия, США).
С 1996 по 2004 год — руководитель областного Центра реконструктивной хирургии кисти Харьковской областной клинической травматологической больницы.
С 2005 по 2007 год — доцент кафедры травматологии и вертебрологии Харьковской медицинской Академии последипломного образования. С 2007 года по настоящее время — доцент кафедры комбустиологии, пластической и реконструктивной хирургии Харьковской медицинской Академии последипломного образования.

## Достижения в науке
Получил 8 авторских свидетельств СССР на изобретения. Опубликовал больше 100 печатных работ в центральных в том числе американских, европейских и азиатских журналах: «The Journal of Hand Surgery», «Journal of Hand Therapy», «Revista Mexicana de Ortopedia y Traumatologia», и"Medico Interamericano", «Indian Journal of Orthopaedics», «Scandinavian Journal of Plastic and Reconstructive Surgery and Hand Surgery», "The Journal of Hand Surgery (Asian-Pacific Volume).
За достижения в медицинской науке и практической деятельности автобиография С. А. Голобородько, начиная с 1999 года, включается в биографические энциклопедии: «Who’s Who in Medicine and Healthcare», «Who’s Who in Science and Engineering», «Who’s Who in the World» (USA); «One Thousand Great Scientists», «Outstanding Scientists of the 21st Century», «2000 Outstanding Intellectuals of the 21st Century».
Является автором нового клинического провокационного теста для диагностики синдрома запястного канала.